# Ecleora haroldaria
Ecleora haroldaria là một loài bướm đêm trong họ Geometridae.